# Schola Cordis Iesu
Schola Cordis Jesu es una Sección del Apostolado de la Oración fundada en Barcelona por el P. Ramón Orlandis Despuig S.J. (1873-1958).

## Historia
El padre Ramón Orlandis, S.I. trabajó en la formación de un grupo de jóvenes seglares según el espíritu y la doctrina del padre Enrique Ramière y los ideales del Apostolado de la Oración y orientándoles según el mensaje del Amor misericordioso y de la Infancia espiritual de santa Teresita del Niño Jesús.
Esta tarea se realizó en dos etapas sucesivas con el nombre de Iuventus (1925-1931) y Schola (1931-1939). En 1940 incorporó el grupo, como sección del Apostolado de la Oración, con el nombre de Schola Cordis Iesu, a su centro de la iglesia del Sagrado Corazón de Jesús de Barcelona (calle Caspe). En 1944 aparecería la revista Cristiandad, fundada colectivamente por los miembros de Schola.
El director diocesano Dr. Cipriano Montserrat Roig instituyó formalmente Schola Cordis Iesu en 6 de enero de 1960 y nombró director de la misma al que lo era también de aquel centro del Apostolado de la Oración, Francisco Segura, S.I.
El 3 de septiembre de 1970, previa aprobación de la Dirección General del Apostolado de la Oración, siendo director general delegado el padre Francisco Solano, S.I., se aprobaron unos nuevos estatutos conformes a los del Apostolado de la Oración de 1968 y adaptados a las orientaciones del Concilio Vaticano II sobre el lugar de los laicos y de su apostolado en la vida de la Iglesia. El director diocesano, Francisco Muñoz Alarcón, aceptó la nueva orientación que reconocía la iniciativa y responsabilidad de los laicos en Schola Cordis Iesu y nombró su consiliario, el padre Casimiro Puig, S.I.
La Dirección Nacional del Apostolado de la Oración en España, desempeñada entonces por el padre Luis María Mendizábal, S.I., aprobó en 31 de mayo de 1981 unos estatutos de Schola Cordis Iesu como sección nacional del Apostolado de la Oración; las actividades de Schola Cordis Iesu se habían extendido entre tanto en San Sebastián, Bilbao, Pamplona y Palma de Mallorca.
En Bilbao fue erigido canónicamente un centro de SCHOLA CORDIS JESU, como Sección del Apostolado de la Oración, en el mes de diciembre de 1982, mediante acta de constitución firmada por el P. Corta Director diocesano del Apostolado de la Oración y por el P. Igartua, como primer Director Espiritual de la Sección. El P. Igartua hábía dirigido, desde la segunda mitad de la década de los años 60, a un grupo de universitarios de Schola, desde su cargo de profesor de religión de la Universidad de Deusto, y dentro de una de sus múltiples labores apostólicas y formativas que llevó a cabo durante los 24 últimos años de su vida que los pasó en Bilbao, su ciudad natal.
Con fecha 21 de diciembre de 2011 ha sido erigida Schola Cordis Iesu como sección del Apostolado de la Oración en la diócesis de San Sebastián.
Schola se encuentra también presente en Pamplona, Madrid, San Sebastián, Bilbao, Toledo, Sevilla y Santiago de Chile.
- Datos: Q21003623